# Don Swayze

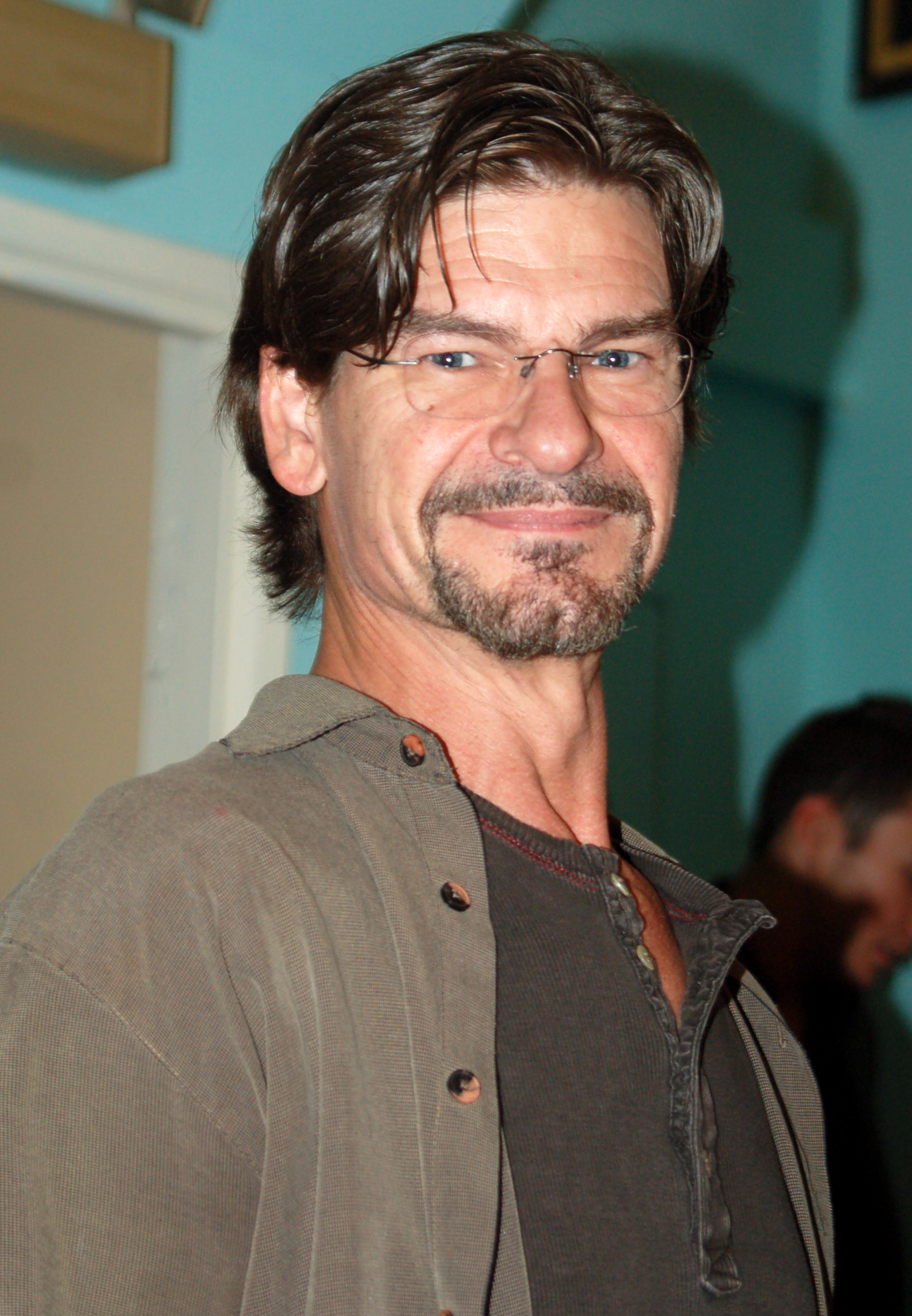
Don Swayze im November 2010

Donald Carl Swayze (* 10. August 1958 in Houston, Texas) ist ein US-amerikanischer Schauspieler und jüngerer Bruder des Schauspielers Patrick Swayze.

## Leben
Donald Carl Swayze wurde als drittes von fünf Kindern von Patsy Yvonne Helen, geborene Karnes, Tänzerin, und Jesse Wayne Swayze, einem Bauzeichner, geboren. Er hatte eine ältere Schwester (verstorben 1994) und ist der Bruder des 2009 verstorbenen Schauspielers Patrick Swayze. Des Weiteren hat er einen jüngeren Bruder sowie eine adoptierte jüngere Schwester.
Nach seinem ersten Auftritt 1984 in der Fernsehkomödie Das Mädchen des Monats waren es weniger seine Filmauftritte, unter anderem in Shy People – Bedrohliches Schweigen, Der gnadenlose Jäger und Betrayal – Der Tod ist ihr Geschäft, als vielmehr seine Serienauftritte in Without a Trace – Spurlos verschwunden, Cold Case – Kein Opfer ist je vergessen und insbesondere 2010 auch sechs Folgen lang in True Blood, für die er Bekanntheit erlangte.
Von 1985 bis 1993 war er mit Marcia Rose Goebel, mit der er eine 1988 geborene gemeinsame Tochter hat, verheiratet.

## Filmografie (Auswahl)

### Film
- 1984: Das Mädchen des Monats (I Married a Centerfold)
- 1985: Das Omega Projekt (J.O.E. and the Colonel)
- 1985: Hotel California (Prince of Bel Air)
- 1987: Shy People – Bedrohliches Schweigen (Shy People)
- 1988: Der gnadenlose Jäger (The Tracker)
- 1991: Slayer (Edge of Honor)
- 1993: Die dunkle Macht der Leidenschaft (Body of Influence)
- 1993: Verabredung mit einem Killer (Beyond Suspicion)
- 1994: Der Traum von Apollo XI (Pontiac Man)
- 1998: Steel Train (Evasive Action)
- 1995: In der Hitze des Südens (A Father for Charlie)
- 2000: Prophet’s Game – Im Netz des Todes (The Prophet’s Game)
- 2003: Betrayal – Der Tod ist ihr Geschäft (Betrayal)
- 2006: Liebe und Eis 2 (The Cutting Edge: Going for the Gold)
- 2009: Powder Blue
- 2012: Dark Canyon
- 2013: Bloody Lizzy
- 2014: The Appearing – Von Dämonen besessen (The Appearing)
- 2015: The Night Crew
- 2019: Deadwood – Der Film
- 2024: On Swift Horses

### Fernsehserien
- 1986: Ein Colt für alle Fälle (The Fall Guy, Folge War on Wheels)
- 1986: L.A. Law – Staranwälte, Tricks, Prozesse (L.A. Law, Folge Pilot)
- 1986: Street Hawk (Folge Goldraub)
- 1989: Matlock (Folge The Thoroughbred)
- 1991–1993: Mord ist ihr Hobby (Murder, She Wrote, Folgen Tainted Lady und Bloodlines)
- 1992: Columbo: Bluthochzeit (No Time to Die)
- 1993: Renegade – Gnadenlose Jagd (Renegade, Folgen Lyon’s Roar und White Picket Fences)
- 1995: New York Cops – NYPD Blue (NYPD Blue, Folgen In the Butt, Bob und Vishy-Vashy-Vinny)
- 1995: Superman – Die Abenteuer von Lois & Clark (Lois & Clark: The New Adventures of Superman, Folge Tempus Fugitive)
- 1995: Walker, Texas Ranger (S4/F3 The Guardians – Blutige Sabotage)
- 2000: X-Factor: Das Unfassbare (Beyond Belief: Fact or Fiction, Folge Anatole)
- 2002: Akte X – Die unheimlichen Fälle des FBI (The X-Files, Folge 9×08, Hellbound)
- 2004: Navy CIS (NCIS, Folge Vanished)
- 2005: CSI: Miami (Folge Nothing to Lose)
- 2005: Without a Trace – Spurlos verschwunden (Without a Trace, Folge Lost Time)
- 2005: Charmed – Zauberhafte Hexen (Charmed, Folge 7×18 Little Box of Horrors)
- 2006: My Name Is Earl (Folge The Bounty Hunter)
- 2007: Criminal Minds (Folgen Revelations und The Big Game)
- 2007: Cold Case – Kein Opfer ist je vergessen (Cold Case, Folge Shuffle, Ball Change)
- 2008: CSI: Den Tätern auf der Spur (CSI: Crime Scene Investigation, Folge The Theory of Everything)
- 2010: True Blood (6 Folgen)
- 2012: Wilfred (Folge Loslassen)
- 2013: Hawaii Five-0 (Folge 3x22)
- 2013: The Bridge – America (The Bridge, 4 Folgen)
- 2015: Sons of Anarchy (Folge 7x08)
- 2019: American Horror Story (Folge 9x01, Camp Redwood)
- 2020: The Rookie (Folge 2x18)
- 2021: Lucifer (Folge 6x04, Pin the Tail in the Daddy)
- 2022: Navy CIS: Hawaiʻi (Folge 2x04, Fluchtreaktion)